# Christian Márquez
Christian Gabriel Márquez Mina (n. Esmeraldas, Ecuador; 16 de noviembre de 1980) es un exfutbolista ecuatoriano. Jugaba de delantero y su último equipo fue el Vargas Torres de la LigaPro Serie B Ecuador.

## Trayectoria
En la temporada 2013 fue el máximo goleador de su equipo, anotó nueve goles en la primera fase y siete goles en la segunda. Fue máximo goleador del Manta Fútbol Club con 26 goles.

## Clubes
| Club               | País    | Año       |
| ------------------ | ------- | --------- |
| Santa Rita         | Ecuador | 2004-2005 |
| Delfín S. C.       | Ecuador | 2006      |
| Manta F. C.        | Ecuador | 2007      |
| Imbabura S. C.     | Ecuador | 2007-2008 |
| Liga de Portoviejo | Ecuador | 2009      |
| Imbabura S. C.     | Ecuador | 2010      |
| Espoli             | Ecuador | 2010      |
| Manta F. C.        | Ecuador | 2011-2014 |
| El Nacional        | Ecuador | 2015      |
| Delfín S. C.       | Ecuador | 2016      |
| Colón F. C.        | Ecuador | 2017      |
| Gualaceo S. C.     | Ecuador | 2018-2019 |
| Manta F. C.        | Ecuador | 2020      |
| Sonorama F. C.     | Ecuador | 2021      |
| Alianza de Guano   | Ecuador | 2021      |
| Vargas Torres      | Ecuador | 2022      |